# Yucheng, Shangqiu
Yucheng är ett härad som lyder under Shangqius stad på prefekturnivå i Henan-provinsen i norra Kina.